# Коліка
Коліка (лат. colica, від грец. κολικός / kolikos, яке, у свою чергу, має походження від дав.-гр. κωλική (νόσος) — кишкова хвороба; в українській мові також ще ко́лька; розм. різа́чка) — напади гострого болю, які наступають швидко один за іншим. Виділяють ниркову, печінкову, кишкову, свинцеву коліку, кольку у немовлят. Є проявом, симптомом певних хвороб.

## Причина виникнення коліки
Причиною ниркової коліки може бути проходження сечових каменів, рідше, сечових солей у вигляді піску по сечоводах; печінкової — жовчних каменів по жовчних шляхах; кишкової — порушення моторики кишки через наявність щільних калових мас (так званий каловий завал), великих скупчень гельмінтів (зокрема аскарид, які згортаються в клубки); свинцеву коліку за ходом кишки — хронічне отруєння свинцем.
Окремо виділяють так звану кольку у немовлят, під якою розуміють комплекс больових симптомів невідомого поки походження (швидше за все, пов'язаних з незрілістю шлунково-кишкового тракту), які виникають саме у немовлят в перші місяці життя.

## Лікування
Лікування — болезаспокійливі засоби, усунення основної причини. Наразі спеціальних ліків, спрямованих на лікування коліки, не винайдено.
При колькі малюків дієтичні зміни в щоденному раціоні немовлят недоцільні. Дієта для корекції стосується радше матері — зменшення споживання молочних продуктів, яєць, пшеничних виробів і горіхів здатне призвести до зменшення кольки у немовляти, якого вона годує молоком. Певне зменшення інтенсивності кольки дають кропова вода, засоби на основі плодів фенхелю, суміш олій кропу, анісу і м'яти, препарати симетикону.